# Фараоне Нуово (Терамо)
Фараоне Нуово (итал. Faraone Nuovo) је насеље у Италији у округу Терамо, региону Абруцо.
Према процени из 2011. у насељу је живело 493 становника. Насеље се налази на надморској висини од 332 м.